# Elección para gobernador de Misisipi de 2019
La elección para gobernador de Misisipi de 2019 tuvo lugar el 5 de noviembre de ese año.
- Datos: Q28221350